# 台北愛船 (小說)
《台北愛船》（英語：Loveboat, Taipei）是美籍華裔作家邢立美於2020年所出版的一本小說。這本書出版後成為暢銷書，隨後出版的兩部續集中，分別是2022年的《愛船重聚》與2023年的《愛船永遠》。以這部小說改編的電影《台北之戀》由Paramount+排定2023年8月10日美國上映。
本小說的下集為《愛船重聚》。